# Ludwig Koppenwallner
Ludwig Koppenwallner (* 12. Januar 1921 in München; † 21. Mai 2010 in Oberschweinbach) war ein deutscher Leichtathlet und Sportjournalist. 

## Werdegang
Ludwig Koppenwallner begann seine sportliche Karriere beim Post-SV München. 1939 gewann er bei den Deutschen Jugendmeisterschaften im Fünfkampf, 1940 belegte er bei den Deutschen Meisterschaften im Hochsprung den dritten Platz mit 1,90 m. 1940 stellte er mit 1,96 m auch seine persönliche Bestleistung im Hochsprung auf. 1942 erreichte er bei den Deutschen Meisterschaften im Fünfkampf den zweiten Platz hinter Ernst Schmidt. Bei den letzten Deutschen Leichtathletik-Meisterschaften während des Zweiten Weltkrieges belegte er 1943 noch einmal den dritten Platz im Hochsprung und konnte auch im Zehnkampf den dritten Platz belegen.
Nach Kriegsende schloss sich Ludwig Koppenwallner dem VfL München an. Bereits 1946 war er wieder Vizemeister im Fünfkampf, diesmal hinter Gerd Luther. 1947 mit 1,95 m und 1948 mit 1,90 m gewann er den Deutschen Meistertitel im Hochsprung, 1948 wurde er zusätzlich Vizemeister im Zehnkampf, erneut hinter Gerd Luther. Im Zehnkampf belegte er von 1949 bis 1951 dreimal in Folge den dritten Platz. 
Bereits 1946 begann Ludwig Koppenwallner seine Laufbahn als Ressortleiter für Sport bei der Süddeutschen Zeitung, wo er in einer Pionierrolle einen liberalen Sportjournalismus schuf, der im Gegensatz zu den gleichgeschalteten Blättern der Zeit des Nationalsozialismus stand. Bis 1981 leitete er 35 Jahre den Sportteil der Süddeutschen Zeitung, deren journalistischen Standard er durch seine eigene Arbeit und durch die Auswahl seiner Mitarbeiter prägte. Fachliche Schwerpunkte seiner journalistischen Arbeit waren Leichtathletik, Eishockey und Eisschnelllauf. 1949 verfasste er mit seinem Sportkameraden Erhard Huhle das Buch Laufwunder Rudolf Harbig.

## Ehrungen
- 1981: Bundesverdienstkreuz
- Bayerischer Verdienstorden
- 1981: Goldener Ehrenring der Stadt München
- Medienpreis des Deutschen Leichtathletik-Verbandes